# Toride
Toride (jap. 取手市 Toride-shi) – miasto w Japonii, w prefekturze Ibaraki, we wschodniej części wyspy Honsiu. Ma powierzchnię 69,94 km². W 2020 r. mieszkało w nim 104 545 osób, w 45 361 gospodarstwach domowych  (w 2010 r. 109 625 osób, w 42 600 gospodarstwach domowych).

## Historia
Wraz z utworzeniem nowego systemu administracyjnego 1 kwietnia 1889 roku w powiecie Kitasōma powstała miejscowość Toride. 13 marca 1947 roku teren miejscowości powiększył się o wioskę Ino. 15 lutego 1955 roku miejscowość powiększyła się o teren wiosek Inatoi, Terahara i większość wsi Takai. 1 października 1970 roku Toride zdobyła status miasta. 28 marca 2005 roku miasto powiększyło się o teren miejscowości Fujishiro.

## Geografia
Miasto sąsiaduje z miejscowościami:
- Prefektura Ibaraki
  - Tsukubamirai
  - Moriya
  - Ryūgasaki
  - Tone
- Prefektura Chiba
  - Abiko
  - Kashiwa

## Populacja
Zmiany w populacji terenu miasta w latach 1950–2020: